# Chen Shu (Sportfunktionär)
Chen Shu (* 1957) ist ein chinesischer Tennis-Schiedsrichter und Sportfunktionär. Er ist der einzige gold badge referee in China.

## Karriere
Chen Shu war bei den Sommer-Paralympics 2008 in Peking competition manager der Rollstuhltennis-Wettbewerbe. Er ist seit 2009 auf der WTA Tour als Oberschiedsrichter und Turnier-Supervisor tätig. 2010 erhielt er als bislang einziger Tennis-Offizieller in China das gold badge. Seit 2017 ist Chen Shu als Vice President Event Relations, Asia-Pacific für die Women’s Tennis Association (WTA) tätig. 2018 war er Oberschiedsrichter bei den Tenniswettbewerben der Asienspiele 2018 in Jakarta.